# Aleksandrs Mirskis
Aleksandrs Mirskis (en rus: Александр Мирский) (Vílnius, 20 de març de 1964) és un polític letó de descendència russa i jueva.

## Biografia
Mirskis va néixer a Vílnius. El 1986 es va graduar en Enginyeria civil a l'Institut Politècnic de Kaunas. Va treballar com a cap de projecte de construcció de 1986 a 1989 i de 1990 a 1992, prenent un descans d'un any per al servei en l'exèrcit soviètic com a comandant d'una unitat de reconeixement de radiació. En acabar el seu servei, amb el rang de primer tinent, va reprendre el seu treball en la construcció.
El 1992, Mirskis es va fer director tècnic i set anys més tard va esdevenir el director general d'una empresa de construcció. Es va retirar de l'empresa per convertir-se en un assessor de l'alcalde de Riga Gundars Bojārs des de 2001 fins a 2005, després de ser triat pel Saeima (Parlament letó) des de 2006 fins a 2009.
De juliol 2009 a juliol 2014 va ser un dels set eurodiputats letons al Parlament Europeu, un membre del Partit Socialdemòcrata «Harmonia» triat com a part de l'aliança electoral Centre de l'Harmonia. Va estar afiliat al grup parlamentari de l'Aliança Progressista de Socialistes i Demòcrates. Durant el seu mandat va ser membre de la Comissió d'Afers Exteriors i suplent a la Comissió de Desenvolupament Regional. L'any 2014 es va presentar com a candidat del seu propi partit polític, Alternativa, i no va ser reelegit a les eleccions europees.